# Юньчен
Юньчен (спрощ.: 运城; піньїнь: Yùnchéng) — міський округ у китайській провінції Шаньсі.

## Географія
Юньчен розташовується на заході південної частини провінції, західним та південним кордоном міста слугує річка Хуанхе.

### Клімат
Місто знаходиться у зоні, котра характеризується вологим субтропічним кліматом. Найтепліший місяць — липень із середньою температурою 26.7 °C (80 °F). Найхолодніший місяць — січень, із середньою температурою -1.1 °С (30 °F).
| Клімат Юньчена          | Клімат Юньчена | Клімат Юньчена | Клімат Юньчена | Клімат Юньчена | Клімат Юньчена | Клімат Юньчена | Клімат Юньчена | Клімат Юньчена | Клімат Юньчена | Клімат Юньчена | Клімат Юньчена | Клімат Юньчена | Клімат Юньчена |
| Показник                | Січ.           | Лют.           | Бер.           | Квіт.          | Трав.          | Черв.          | Лип.           | Серп.          | Вер.           | Жовт.          | Лист.          | Груд.          | Рік            |
| Середній максимум, °C   | 4              | 8              | 14             | 21             | 27             | 32             | 32             | 31             | 25             | 20             | 12             | 6              | 19             |
| Середня температура, °C | −1             | 2              | 8              | 15             | 20             | 25             | 27             | 26             | 20             | 14             | 6              | 0              | 13             |
| Середній мінімум, °C    | −6             | −3             | 2              | 8              | 13             | 19             | 22             | 21             | 15             | 9              | 1              | −4             | 8              |
| Норма опадів, мм        | 5              | 6              | 21             | 41             | 52             | 65             | 117            | 89             | 84             | 49             | 22             | 4              | 555            |
| ----------------------- | -------------- | -------------- | -------------- | -------------- | -------------- | -------------- | -------------- | -------------- | -------------- | -------------- | -------------- | -------------- | -------------- |
| Джерело: Weatherbase    |                |                |                |                |                |                |                |                |                |                |                |                |                |

## Адміністративний поділ
Міський округ поділяється на 1 район, 2 міста й 10 повітів:
| Карта                                                                                      | Карта    | Карта    | Карта            | Карта       |
| ------------------------------------------------------------------------------------------ | -------- | -------- | ---------------- | ----------- |
| Яньху Ліньї Ваньжун Веньсі Цзішань Сіньцзян Цзянсянь Юаньцюй Ся Пінлу Жуйчен Юнцзі Хецзінь |          |          |                  |             |
| Статус                                                                                     | Назва    | Оригінал | Населення (2003) | Площа (км²) |
| Район                                                                                      | Яньху    | 盐湖区   | 620 000          | 1 237       |
| Міський повіт                                                                              | Юнцзі    | 永济市   | 430 000          | 1 221       |
| Міський повіт                                                                              | Хецзінь  | 河津市   | 360 000          | 593         |
| Повіт                                                                                      | Жуйчен   | 芮城县   | 380 000          | 1 161       |
| Повіт                                                                                      | Ліньї    | 临猗县   | 530 000          | 1 350       |
| Повіт                                                                                      | Ваньжун  | 万荣县   | 420 000          | 1 037       |
| Повіт                                                                                      | Сіньцзян | 新绛县   | 320 000          | 600         |
| Повіт                                                                                      | Цзішань  | 稷山县   | 330 000          | 680         |
| Повіт                                                                                      | Веньсі   | 闻喜县   | 380 000          | 1 160       |
| Повіт                                                                                      | Ся       | 夏县     | 350 000          | 1 328       |
| Повіт                                                                                      | Цзянсянь | 绛县     | 270 000          | 968         |
| Повіт                                                                                      | Пінлу    | 平陆县   | 250 000          | 1 151       |
| Повіт                                                                                      | Юаньцюй  | 垣曲县   | 220 000          | 1 620       |